# Roberto Fonseca
Roberto Fonseca (La Habana, Cuba, 1975) es un prestigioso pianista cubano. Desde sus inicios, Roberto ha estado rodeado por la música ya que su padre fue el baterista Roberto Fonseca y su madre, Mercedes Cortés Alfaro, cantante profesional (grabó el tema Dime que no del álbum Zamazu), además de sus dos hermanos mayores;  Emilio Valdés (batería) y Jesús «Chuchito» Valdés Jr. (piano) quienes también son músicos de prestigio internacional.

## Historia
En sus comienzos, Roberto demostró interés por la batería, pero a los 8 años de edad se decantó definitivamente por el piano; y a los 14 comenzó a experimentar la fusión de los ritmos tradicionales cubanos con el jazz americano dando un concierto con tan solo 15 años, dentro de Festival Jazz Plaza en el año 1991. 
Se formó en el prestigioso Instituto Superior de Arte en La Habana donde obtuvo un máster en composición musical. Una vez formado, abandonó la isla para buscar nuevos sonidos.
En el comienzo fue su primer trabajo, grabado con el saxofonista Javier Zalba y el grupo Temperamento. El disco fue galardonado como mejor álbum cubano de Jazz en el año 1999. Este éxito lo empujó a seguir trabajando en la creación de lo que sería sus dos siguientes trabajos: Tiene que ver y Elengo, en el cual se combinan distintos ritmos como el latin jazz, hip-hop,  drum and bass, los ritmos cubanos y la música urbana. 
Entrado el nuevo milenio, Roberto se desplazó a Japón para grabar su siguiente trabajo: No Limit: Afro Cuban Jazz para el sello japonés JVC; y ese mismo año comenzó a girar con la reconocida agrupación cubana Buena Vista Social Club, codeándose con los grandes maestros del son cubano como Ibrahim Ferrer, Orlando «Cachaíto» López, Rubén González, Guajiro Mirabal y Manuel Galbán.
Esta experiencia, que es lo más se asemeja a un sueño para cualquier músico cubano, lo llevó a tocar en más de 400 conciertos por todo el mundo y en las salas más prestigiosas como el Palais des Congrès (París), Albert Hall (London), Beacon Theatre (New York), Sydney Opera House (Australia), Frankfurt Alter Oper (Frankfrut), promocionando el trabajo de Ibrahim Ferrer; y acompañado de las grandes leyendas de la música cubana como Orlando «Cachaíto» López, Guajiro Mirabal y Manuel Galbán entre otros.  Casi todas las críticas a los conciertos celebrados en Sudamérica y Asia hacían referencia al talento del pianista y su magnetismo en el escenario.
El siguiente lustro estuvo plasmado de trabajo y apariciones, iniciando un especial vínculo con la diseñadora de moda Agnés B. y trabajando como productor y arreglista del último trabajo de Ibrahim Ferrer Mi sueño: Bolero Songbook, de cuya gira mundial fue el director musical. 
Tras este intenso período de trabajo y la dolorosa pérdida de Ibrahim Ferrer, Roberto supo que era el momento de empezar a trabajar en su proyecto en solitario: Zamazu, cuyo trabajo aúna los ritmos afrocubanos con la música clásica y la música tradicional cubana.
Para ello, contó con la presencia del premiado productor musical brasileño Alê Siquiera y se desplazó a Salvador de Bahía (Brasil) para la preproducción del disco.
En este trabajo también participó el músico brasileño Carlinhos Brown, Orlando «Cachaíto» López, la diva del son cubano Omara Portuondo, el guitarrista flamenco Vicente Amigo,  y su grupo habitual Javier Zalba, Omar González y Ramsés Rodríguez.
Los dos siguientes años, Roberto compaginó la gira mundial de presentación de su disco con la coproducción junto a Nick Gold del disco de Ibrahim Ferrer Mi sueño, grabado con anterioridad a su muerte. Este trabajo estuvo nominado al Grammy Latino 2007 en la categoría de Mejor Álbum Tropical Tradicional.
2008 fue un año de intenso trabajo y vivencias que inspiró al artista en su siguiente trabajo. El tema Llegó Cachaíto, del disco Zamazu, fue incluido en la banda sonora de la película Hancock protagonizada por Will Smith.
En el año 2009 Roberto lanza su siguiente proyecto titulado Akokan, corazón en Yoruba, un trabajo que aúna la magia y fuerza del directo al estudio. En este caso, contó con la colaboración de sus músicos habituales, y con la participación de la artista caboverdiana Mayra Andrade en el tema Siete Potencias, y del guitarrista norteamericano Raúl Midón en el tema Second Chance. 
Desde el lanzamiento de Akokan, Roberto ha dedicado su tiempo a promocionar su música y a girar por el mundo entero. Así visitó por primera vez tierras australianas y neozelandesas.
Ese mismo año Roberto se reunió por primera vez con el reconocido Dj británico Gilles Peterson, para lanzar el proyecto Gilles Peterson presents Havana Cultura new Cuban Sound. El primer trabajo descubre una selección de jóvenes artistas urbanos bajo la dirección musical de Roberto Fonseca con los que ha girado en el circuito de los festivales más destacados del panorama internacional.  
En el 2010, el pianista se dedicó al lanzamiento de su disco Akokan en Norteamérica como telonero de la diva cubana Omara Portuondo, así como en el lanzamiento del remix del proyecto de Havana Cultura: Gilles Peterson presents Havana Cultura remixed.
A finales del 2010 lanzó el disco Roberto Fonseca Live in Marciac dentro de la colección promovida por el mismo Festival de Jazz in Marciac.
A finales del 2013 fue nominado a los Premios Grammy 2014 en la categoría "Mejor álbum de jazz latino" por su CD "Yo".
En 2023 presentó el álbum inmersivo, mezclado utilizando la tecnogía Dolby Atmos, titulado 'La Gran Diversión', en el que homenajeaba a las salvajes noches de La Habana.

## Discografía en solitario
- Roberto Fonseca: Tiene Que Ver (1999)
- Temperamento: En el Comienzo (1999)
- Roberto Fonseca: No Limit (2001)
- Roberto Fonseca: Elengo (2001)
- Roberto Fonseca: Zamazu (2007)
- Roberto Fonseca: Akokan (2009) Enja Records
- Roberto Fonseca: Live in Marciac (2010)
- Roberto Fonseca: Temperamento (2011)
- Roberto Fonseca: Yo (2012)
- Roberto Fonseca: Abuc (2016)
- Roberto Fonseca: Yesun (2019)
- Roberto Fonseca: La Gran Diversión (2023)

## Colaboraciones
- Black P. Marabal Bandasonora (2000)
- Cuando Yo Sea Grande – Augusto Enriquez – 1998 (Egrem)
- Cachaíto – Orlando Cachaíto López – 2001 (World Circuit Records)
- Felicidad – Asa Feeston – 2002 Inter Records Co Ltd
- Buenos Hermanos – Ibrahim Ferrer – 2003 (World Circuit Records)
- Guajiro Mirabal – Guajiro Mirabal – 2004 (World Circuit Records)
- Flor de Amor – Omara Portuondo – 2004 (World Circuit Records)
- Angá Echumingua – Angá Díaz – 2005 (World Circuit Records)
- Javier Zalba – Javier Zalba – 2006 (Colibrí)
- Timbalada – Carlinhos Brown – 2006 (Candyall Music)
- Ibrahim Ferrer – Mi sueño 2007 (World Circuit Records)
- Absolument Latino song Zamazamazu 2007
- Gracias – Omara Portuondo – 2008 (Montuno / Harmonia Mundi)
- Omara & Maria Bethânia – 2008 (Biscoito Fino)
- Etxea – Kepa Junkera – 2008 (Warner Music Spain)
- Gilles Peterson presents Havana Cultura New Cuban Sound - 2009 (Brownswood Recordings)
- Gilles Peterson presents Havana Cultura Remixed - 2010 (Brownswood Recordings)